# Paravoor
Paravoor è una suddivisione dell'India, classificata come municipality, di 38.649 abitanti, situata nel distretto di Kollam, nello stato federato del Kerala. In base al numero di abitanti la città rientra nella classe III (da 20.000 a 49.999 persone).

## Geografia fisica
La città è situata a 8° 46' 00 N e 76° 42' 00 E.

## Società

### Evoluzione demografica
Al censimento del 2001 la popolazione di Paravoor assommava a 38.649 persone, delle quali 18.325 maschi e 20.324 femmine. I bambini di età inferiore o uguale ai sei anni assommavano a 4.453, dei quali 2.265 maschi e 2.188 femmine. Infine, coloro che erano in grado di saper almeno leggere e scrivere erano 30.584, dei quali 14.835 maschi e 15.749 femmine.